# 北沿江高速铁路 (安徽)
北沿江高速铁路或称北沿江城际铁路，是一条连接中华人民共和国安徽省马鞍山市滁州市与安庆市的铁路，设计时速350km/h的高速铁路。目前正在前期规划阶段，根据安徽省现代铁路交通体系建设规划（2017—2021年），线路走向大致为安庆市-枞阳县-无为县-和县连接滁天扬城际铁路。
随着2022年江苏省北沿江高速铁路开工，即沪渝蓉高速铁路上海至南京段，该线路南京至合肥段原称合宁高速铁路；2019年后被纳入北沿江高铁即现上海至南京至合肥段统一规划。，至此北沿江高速铁路在安徽泛指沪渝蓉高速铁路。
安徽在长江沿江北岸只有安庆一个地级市市区，故北沿江高铁自西向东从安庆市出发经过枞阳，无为，和县都为县级行政区，而且路线相似且绝大部分线路都在长江南岸的宁安客运专线目前运力依然可以满足客流量的需求，故此路线何时进入国家规划并开工建设目前依然未知。